# Bahía Honda (Veraguas)
Bahía Honda è un comune (corregimiento) della Repubblica di Panama situato nel distretto di Soná, provincia di Veraguas. Si estende su una superficie di 175 km² e conta una popolazione di 1.037 abitanti (censimento 2010).